# おはよう広場
『おはよう広場』（おはようひろば）は、1980年4月7日から1984年3月30日までNHK総合で平日8:40 - 9:30に生放送された情報番組である。

## 概要
当番組は、前番組『奥さんごいっしょに』と同様、暮らしに直結する様々なテーマを特集して放送したが、特に、社会派・時事性の強いテーマである中国残留日本人孤児、いじめ、戦後などについては、集中的にシリーズで特集し、取材VTRや、有識者、視聴者を交えて議論を行った。

## 出演者
- 松田輝雄　（1980年4月7日 - 1983年4月1日）
- 野口博康　（1983年4月4日 - 1984年3月30日）
- 好本恵　（1980年4月7日 - 1981年4月3日）
- 丸山朋子　（1981年4月6日 - 1984年3月30日）
- 古藤田京子　（1982年4月5日 - 1984年3月30日）
- 山根基世　（1983年4月4日 - 1984年3月30日）